# It's No Secret
It's No Secret – singel australijskiej piosenkarki Kylie Minogue. Piosenka pochodzi z albumu Kylie z 1988 roku.

## Lista utworów

### Vinyl single
1. "It's No Secret" (Extended) — 5:46
2. "Made in Heaven" (Maid in England mix) — 6:20

### Japanese CD single
1. "It's No Secret" — 3:55
2. "Look My Way" — 3:35

### U.S. cassette single
1. "It's No Secret" — 3:55
2. "Made in Heaven" — 3:24

### New Zealand & Australian (withdrawn) 7" single
1. "It's No Secret" — 3:55
2. "It's No Secret (Instrumental)" — 3:55

### New Zealand & Australian (withdrawn) 12" single
1. "It's No Secret (Extended)" — 5:46
2. "It's No Secret (Instrumental)" — 3:55

## Wyniki na Listach Przebojów
| Lista Przebojów (1988)    | Najwyższa pozycja |
| ------------------------- | ----------------- |
| Oricon Singles Chart      | 1                 |
| Canadian Singles Chart    | 22                |
| U.S. Billboard Hot 100    | 37                |
| New Zealand Singles Chart | 47                |